# Emilianów (Sędziejowice-Kolonia)
Emilianów – część wsi Sędziejowice-Kolonia w Polsce, położona w województwie łódzkim, w powiecie łaskim, w gminie Sędziejowice.
Emilianów to osada młynarska, położona wśród lasów, nad Grabią. Młyn spłonął w 1955 r. W pobliskim lasku – w pobliżu drogi do Grabi jest pomnik postawiony dla uczczenia polskiego pilota zestrzelonego w 1939 r.
W latach 1975–1998 Emilianów administracyjnie należał do województwa sieradzkiego.